# Roberto Succo
Ne doit pas être confondu avec Roberto Succo (film).
Pour les articles homonymes, voir Succo.
Roberto Succo, né le 3 avril 1962 à Mestre (Italie) et mort le 23 mai 1988 à Vicence (Italie), est un tueur en série italien qui a sévi en France et en Suisse d'avril 1981 à février 1988.

## Biographie
Élève très sportif, il est couvé par une mère autoritaire qui l'adore et le surprotège au point de ne rien lui laisser faire, le portant aux nues, tandis qu'il convoite l'Alfa Roméo de son père policier souvent absent. À 19 ans, le 9 avril 1981 au cours d'une dispute au sujet de cours séchés, il menace de se suicider en mettant un couteau sur sa poitrine pour finalement tuer sa mère puis son père rentré de son commissariat peu après. Il s'enfuit au volant de l'Alfa Roméo paternelle mais est arrêté quelques jours plus tard dans le Frioul, à la frontière yougoslave. Déclaré schizophrène par les psychiatres (expression du Code pénal italien : « incapable d'entendre et de vouloir »), il ne peut être jugé pour ce crime et est interné en hôpital psychiatrique de Bologne pour une durée de 10 ans.
Le 15 mai 1986, interné depuis cinq ans, il s'échappe au cours de son régime de semi-liberté (dormant la nuit dans l'hôpital psychiatrique, il suit le jour des cours de géologie à l'Université de Parme) et se rend en France, où il commet vols, cambriolages, enlèvements, viols et meurtres. Ainsi le 3 avril 1987, près de Chambéry, il tue le policier André Castillo d'une balle de 22 long rifle. Le 28 janvier 1988, il abat le policier Michel Morandin et blesse grièvement son collègue Claude Aiazzi. Il est alors considéré comme ennemi public en France, en Suisse et en Italie. Ses crimes ne prennent fin qu'avec son arrestation à Mestre dans la région de Venise le 28 février 1988, appréhendé par les Carabiniers grâce aux parents de sa petite amie Francesca, une jeune lycéenne, qui l'identifient à la suite de la diffusion de son portrait-robot par la RAI. Le 1er mars de la même année, il tente de s'échapper par les toits de la prison et les câbles électriques, mais il tombe et se blesse (3 côtes cassées et une luxation de l'épaule).
Le 9 mai 1988, alors que l'Italie refuse de l'extrader vers la France, il est à nouveau déclaré irresponsable par les psychiatres, diagnostiqué comme « schizophrène paranoïde » et héboïdophrène. Il doit donc retourner à l’asile psychiatrique. Le 23 mai 1988, il se suicide dans sa cellule dans la prison de Vicence, avec une recharge de gaz (cartouche de gaz butane qu'il utilisait pour son petit réchaud) qu'il ouvre dans un sac plastique, avec lequel il a recouvert sa tête. Il échappe ainsi à ses procès, en Italie, en France et en Suisse.

## Meurtres commis
- Le 9 avril 1981, Roberto Succo tue sa mère Marisa Lamon[7],[8] de coups de couteaux de boucherie, puis traîne son corps dans la salle de bains, la couche sur le ventre dans la baignoire et fait couler l’eau. Il tue ensuite son père Nazario de coups de hachette. Il le traîne jusqu’à la baignoire et le couche par-dessus sa mère[9].
- En juin 1986, il s'échappe lors d'une permission[10].
- Le 3 avril 1987 vers 6 h, à Tresserve, près du lac du Bourget, Roberto Succo tue le brigadier de police André Castillo[11], 38 ans, policier à Chambéry. Intrigué par la présence d'un individu dormant dans un véhicule, il procède seul à son contrôle. Il est tué d’une balle de 22 Long Rifle à la gorge. Succo en profite pour lui voler son arme de service (un Manurhin 9 mm)[9].
- Le 27 avril 1987, dans la région d'Annecy, Succo enlève France Vu-Dinh, 30 ans, ex-professeur d’anglais. À l'heure actuelle, on ne sait toujours pas ce qu'elle est devenue. Lors d'une interview, Roberto Succo aurait expliqué aux enquêteurs qu'il aurait vécu plusieurs semaines avec la jeune femme avant de la tuer car celle-ci essayait de s'échapper. Il aurait jeté son corps dans la mer près de Nice mais aucune preuve à ce jour n'a été trouvée[9]. Par ailleurs, le même jour, un chauffeur est agressé par Roberto Succo dans la Drôme. Le conducteur remarque la présence d'une femme dans le véhicule de l’agresseur, qui se révélera être France Vu-Dinh[10].
- Le même jour vers 21 h, le médecin Michel Astoul, 26 ans, disparaît de Château-Arnoux-Saint-Auban (Alpes-de-Haute-Provence). Son corps sera retrouvé le dimanche 18 octobre 1987, à Épersy (Entrelacs) en Savoie[10], dans un état de décomposition avancée dans une grange isolée. Il a été tué d'une balle de calibre 9 mm dans la tête tirée par l'arme volée au policier André Castillo[9].
- Le 27 juin 1987, une femme et son fils de 15 ans (Nicole et Damien Veillet) sont enlevés de leur domicile secondaire situé à Pugny-Chatenod (Savoie)[12]. Ils sont menés dans le mont Revard par le tueur et contraints de se déshabiller, menacés par une arme[10]. Ils seront relâchés nus mais indemnes près de la décharge municipale de Chambéry, à une vingtaine de kilomètres de leur domicile[13]. Une R21 abandonnée et volée à un habitant de Seynod (Annecy), avec des documents et objets de Château-Arnoux-Saint-Auban, sont retrouvés près de la maison des Veillet à Pugny[12].
- Le 24 octobre 1987, Claudine Duchosal, 40 ans est violée et assassinée chez elle par Roberto Succo, d'une balle de 9 mm dans la tête, à Menthon-Saint-Bernard près de Veyrier-du-Lac[14],[15].
- Le 28 janvier 1988, Roberto Succo tue l'inspecteur Michel Morandin[16], 35 ans, à Toulon au seuil de la porte d'entrée de l'hôtel Prémar de trois balles de calibre 357 Magnum : l'une dans la jambe, une autre dans le bras gauche, la dernière derrière l'oreille. Un autre policier, Claude Aiazzi, est blessé lors de l'intervention. Ces derniers menaient une enquête sur une tentative d'homicide par arme à feu dans un bar de La Seyne-sur-Mer sur la personne de Jacques Volpé (Jacky)[9], aujourd'hui paraplégique.

## Articles de presse
- « Il a tué père et mère... » Article d'Hervé Guillaume publié dans Le Nouvel Observateur numéro 83 du 4 au 10 mars 1988.
- « Succo le fou » Article de Margaux Balsan publié le 22 juillet 2004 dans Libération.
- « La cavale de Roberto Succo » Article d'Éric Pelletier publié le 3 avril 2008 dans L'Express.
- « Les grands crimes du XXe siècle : Roberto Succo » Article publié le 7 août 2009 dans Le Journal du dimanche.

## Théâtre
- Roberto Zucco, pièce de théâtre de Bernard-Marie Koltès (1988)
- R. S/Z. Impromptu Spectre, pièce de théâtre de Joseph Danan (2002)

## Filmographie
- 2001 : Roberto Succo, film français réalisé par Cédric Kahn, avec Stefano Cassetti dans le rôle-titre.

## Documentaire télévisé
- Faites entrer l'accusé, émission de télévision française réalisée par Agnès Grossmann, présentée par Christophe Hondelatte le 22 juillet 2004 « Roberto Succo, Succo le fou » sur France 2, puis en septembre 2011 sur Planète+.
- Les Enquêtes impossibles, émission de télévision française présentée par Pierre Bellemare, le 1er juillet 2017 : « L'affaire Roberto Succo » sur NT1.
- Au bout de l'enquête, la fin du crime parfait ?, émission de télévision française réalisée par Agnès Grossmann, présentée par Marie Drucker le 21 janvier 2023 « Affaire Roberto Succo » sur France 2.